# يوهان فرانك
يوهان فرانك (بالألمانية: Johann Frank)‏ (14 مايو 1938 بألمانيا - 2 يناير 2010) هو مدرب كرة قدم ولاعب كرة قدم نمساوي في مركز الدفاع. شارك مع منتخب النمسا لكرة القدم. أما مع النوادي، فقد لعب مع أوستريا فيينا وفيينا سبورت كلوب ‏.

## وصلات خارجية
- يوهان فرانك على موقع قاعدة بيانات كرة القدم.إي يو (الإنجليزية)
- يوهان فرانك على موقع ناشيونال فوتبول تيمز (الإنجليزية)